# Вбивча краса
«Вбивча краса» (англ. Drop Dead Gorgeous) — американська чорна комедія 1999 року про конкурс краси у невеличкому місті штату Міннесота. У головних ролях Кірсті Еллі, Кірстен Данст і Деніз Річардс.

## Сюжет
У містечку Маунт-Роуз має пройти щорічний конкурс краси. Дівчата готуються до запеклого суперництва, яке ускладнюється участю в цьому конкурсі Ребекки Ліман — доньки найбагатшого підприємця в місті і колишньої переможниці конкурсу краси. Ця обставина змушує багатьох думати, що результат конкурсу наперед відомий. Крім того, напередодні конкурсу у місті сталося кілька дивних смертей та нещасних випадків.

## У ролях
| Актор             | Роль                                  |
| ----------------- | ------------------------------------- |
| Кірсті Еллі       | Гледіс Ліман                          |
| Деніз Річардс     | Ребекка Ліман                         |
| Сем Макмюррей     | Лестер Ліман                          |
| Кірстен Данст     | Амбер Аткінс                          |
| Еллен Баркін      | Аннет Аткінс                          |
| Еллісон Дженні    | Лоретта                               |
| Мінді Стерлінг    | Айріс Кларк                           |
| Бріттані Мерфі    | Ліза Свенсен                          |
| Емі Адамс         | Леслі Міллер                          |
| Александра Голден | Мері Йогансон                         |
| Метт Меллов       | Джон Даг, член суддівського журі      |
| Майкл Макшейн     | Гарольд Вілмс, член суддівського журі |
| Вілл Сассо        | Генк Вілмс                            |
| Лона Вільямс      | Джин Кангас, член суддівського журі   |

## Критика
Фільм отримав змішані відгуки. Rotten Tomatoes дав оцінку 46% на основі 72 відгуків від критиків і 75% від більш ніж 50 000 глядачів.